# مكتب الشرطة الجنائية الفيدرالية (ألمانيا)
المكتب الاتحادي للشرطة الجنائية بألمانيا ( بالألمانية : وصلة=| عن هذا الصوت ، يختصر وصلة=| عن هذا الصوت  هي وكالة شرطة التحقيق الفيدرالية الألمانية، التابعة مباشرة لوزارة الداخلية الاتحادية.  يقع مقرها الرئيسي في فيسبادن، هيس، ولها مكاتب فرعية رئيسية في برلين وميكنهايم بالقرب من بون. يرأسها Holger Münch منذ ديسمبر 2014.
تشمل الاختصاص الأساسي للوكالة تنسيق التعاون بين الاتحاد وقوات شرطة الولاية؛ التحقيق في حالات الجريمة المنظمة الدولية والإرهاب والقضايا الأخرى المتعلقة بالأمن القومي؛ مكافحة الإرهاب حماية أعضاء المؤسسات الدستورية والشهود الفيدراليين. عندما تطلبها سلطات الولاية المعنية أو وزير الداخلية الاتحادي، فإنه يتحمل أيضًا مسؤولية التحقيقات في بعض الحالات الواسعة النطاق. علاوة على ذلك ، يمكن للمدعي العام في ألمانيا توجيهه للتحقيق في قضايا المصلحة العامة الخاصة. 

## التاريخ
تأسس المكتب الفيدرالي للشرطة الجنائية في عام 1951، وتم تحديد فيسبادن، في ولاية هيس مقرا لها.